# Makrofosszília
A makrofosszíliák olyan ősmaradványok (testfosszíliák, lenyomatok, életnyomok, koprolitok), amelyek a csak mikroszkóppal látható mikrofosszíliákkal ellentétben elég nagyok ahhoz, hogy szabad szemmel is vizsgálhatók legyenek. Ennek megfelelően a terepen azonosítható vagy a múzeumokban kiállított ősmaradványok, amelyek mind növényi (szár, levél, virág, mag stb.), mind állati (héj, csont stb.) eredetűek lehetnek, de még bakteriális szervezetektől (pl. sztromatolitok) vagy gombáktól is származhatnak (pl. Prototaxites), általában a makrofosszíliákhoz sorolhatók.